# Llista de cràters de (25143) Itokawa
En aquest article només es mostra els noms oficials aprovats per la Unió Astronòmica Internacional (UAI).
Aquesta és una llista de cràters amb nom de (25143) Itokawa, un asteroide que forma part dels asteroides Apol·lo, descobert el 1998 pel projecte LINEAR. Tots els cràters han estat identificats durant el sobrevol proper de la sonda espacial Hayabusa, l'única que ha arribat fins ara a (25143) Itokawa.
El 2019, els 10 cràters amb nom d'Itokawa representaven el 0,18% dels 5475 cràters amb nom del Sistema Solar. Altres cossos amb cràters amb nom són Amaltea (2), Ariel (17), Cal·listo (142), Caront (6), Ceres (115), Dàctil (2), Deimos (2), Dione (73), Encèlad (53), Epimeteu (2), Eros (37), Europa (41), Febe (24), Fobos (17), Ganímedes (132), Gaspra (31), Hiperió (4), Ida (21), Janus (4), Japet (58), Lluna (1624), Lutècia (19), Mart (1124), Mathilde (23), Mercuri (402), Mimas (35), Miranda (7), Oberó (9), Plutó (5), Proteu (1), Puck (3), Rea (128), Šteins (23), Tebe (1), Terra (190), Tetis (50), Tità (11), Titània (15), Tritó (9), Umbriel (13), Venus (900), i Vesta (90).

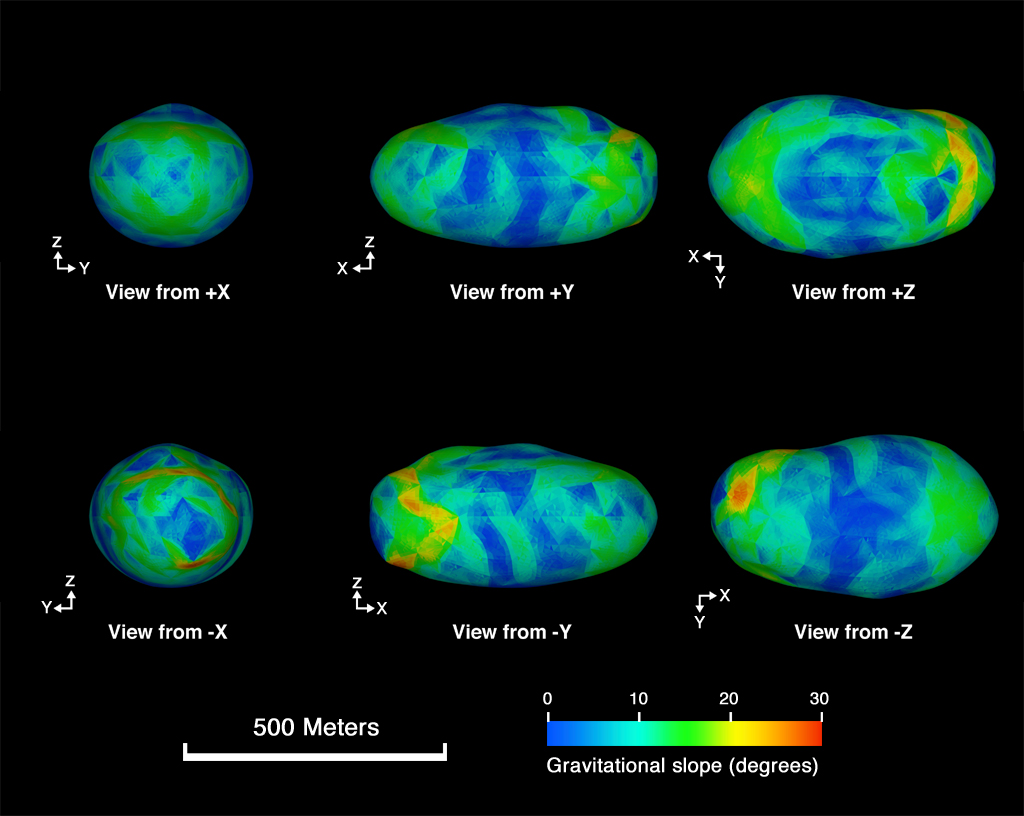
Imatge de radar de (25143) Itokawa

Les imatges d'Itokawa preses per la sonda Hayabusa, des d'una distància de 20 km, mostren una sorprenent absència de cràters i una superfície rugosa coberta de roques.

## Llista
Els cràters de (25143) Itokawa porten els noms de llocs que allotgen o han allotjat estructures relacionades amb l'astronomia o l'astronàutica.
| Cràter       | Coordenades                | Diàmetre (m) | Epònim | Ref.  |
| ------------ | -------------------------- | ------------ | --- | ----- |
| Catalina     | 17° S, 14° E / 17°S,14°E   | 21           | Santa Catalina Mountains - Muntanyes al nord de Tucson (Estats Units d'Amèrica) on es troben dos dels tres observadors que participen en el Catalina Sky Survey.        | WGPSN |
| Fuchinobe    | 34° N, 269° E / 34°N,269°E | 37           | Fuchinobe - Ubicació a la ciutat de Sagamihara (Japó) de la seu del campus universitari d'Aoyama Gakuin.                                                                | WGPSN |
| Gando        | 76° S, 205° E / 76°S,205°E | 2            | Gando - Antiga base de llançament a Gran Canària (Espanya), convertida actualment en aeroport internacional.                                                            | WGPSN |
| Hammaguira   | 18° S, 205° E / 18°S,205°E | 28           | Hammaguir - Antiga base de llançament francesa al desert del Sàhara (Algèria).                                                                                          | WGPSN |
| Kamisunagawa | 28° S, 45° E / 28°S,45°E   | 13           | Kamisunagawa - Ciutat de l'illa de Hokkaidō (Japó) on es troba una instal·lació de proves de microgravetat.                                                             | WGPSN |
| Kamoi        | 6° N, 244° E / 6°N,244°E   | 8            | Kamoi - Ubicació a la ciutat de Yokohama (Japó) on es troba la seu de NEC TOSHIBA Space Systems.                                                                        | WGPSN |
| Komaba       | 10° S, 102° E / 10°S,102°E | 28           | Komaba - Ubicació a la ciutat de Tòquio (Japó) on es trobava ISAS abans de la fusió amb l'Agència Espacial Japonesa.                                                    | WGPSN |
| Laurel       | 1° N, 162° E / 1°N,162°E   | 22           | Laurel - Ciutat de Maryland (Estats Units d'Amèrica) on té la seu APL/JHU.                                                                                              | WGPSN |
| Miyabaru     | 40° S, 244° E / 40°S,244°E | 88           | Miyabaru - Base de radar del centre espacial Uchinoura (Japó). | WGPSN |
| San Marco    | 28° S, 319° E / 28°S,319°E | 3            | Plataforma San Marco - L'antiga plataforma petroliera que el centre espacial Luigi Broglio utilitzava com a base de llançament, a 32 km de la costa de Malindi (Kenya). | WGPSN |